# Canoa Club Arenella
Il Canoa Club Arenella è una società di canoa polo italiana.
Attualmente milita nel girone Sud del secondo livello del campionato italiano maschile di canoa polo, la Serie A1.
Nel 2011 partecipa alla Coppa Italia svoltasi il 26 e il 27 marzo ad Anzola dell'Emilia classificandosi 24º tra le 32 squadre iscritte.

## Rosa attuale
| N° |                   | Ruolo | Giocatore           |
| -- | ----------------- | ----- | ------------------- |
| 1  | Italia (bandiera) | Pu/L  | Salvatore Messina   |
| 2  | Italia (bandiera) | L     | Mario Fogazza       |
| 7  | Italia (bandiera) | Po    | Salvatore Cracolici |
| 5  | Italia (bandiera) | L/Po  | Giuseppe Tarantino  |
| 6  | Italia (bandiera) | L/C   | Ciro Vaccaro        |
| 8  | Italia (bandiera) | Pu/L  | Emilio Mattiolo     |
| 3  | Italia (bandiera) | Pu    | Emiliano Pitti      |